# Marktleugast
Marktleugast Bajorország kulmbachi kerületének egyik települése Németországban, a járás északkeleti részén, a Frank-erdő délkeleti szélén. Északról Grafengehaig, nyugatról Guttenberg és Kupferberg, délről Wirsberg, keletről pedig Hof kerület több települése (északról dél felé haladva: Helmbrechts, Münchberg és Stammbach) határolja. A megközelítőleg harmadakkora Grafengehaig településsel alkot közigazgatási közösséget (körjegyzőséget). A polgármester 2014 óta az olaszországi születésű Franz Uome, aki Norbert Volkot váltotta ezen e poszton; őelőtte 24 éven keresztül (1984 és 2008 között) Manfred Huhs volt a község polgármestere. Lakosainak száma 3090 fő (2023. december 31.).

## Elhelyezkedés
A település 544 - 627 méteres tengerszint fölötti magasságban terül el; 13 kilométerre helyezkedik el a Berlint Münchennel összekötő A9-es autópálya münchbergi leágazásától. 18 kilométerre fekszik Kulmbach, 32 kilométerre Hof és 35 kilométerre Bayreuth városától. A település központján és több külterületi településrészen is áthalad a B289-es számú főközlekedési út.

## Népesség
| Lakosok száma | 1180 | 2021 | 2788 | 3843 | 3270 | 3214 | 3159 | 3148 | 3135 | 3090 |
|               | 1875 | 1950 | 1975 | 1987 | 2012 | 2014 | 2016 | 2017 | 2021 | 2023 |

## Településrészei

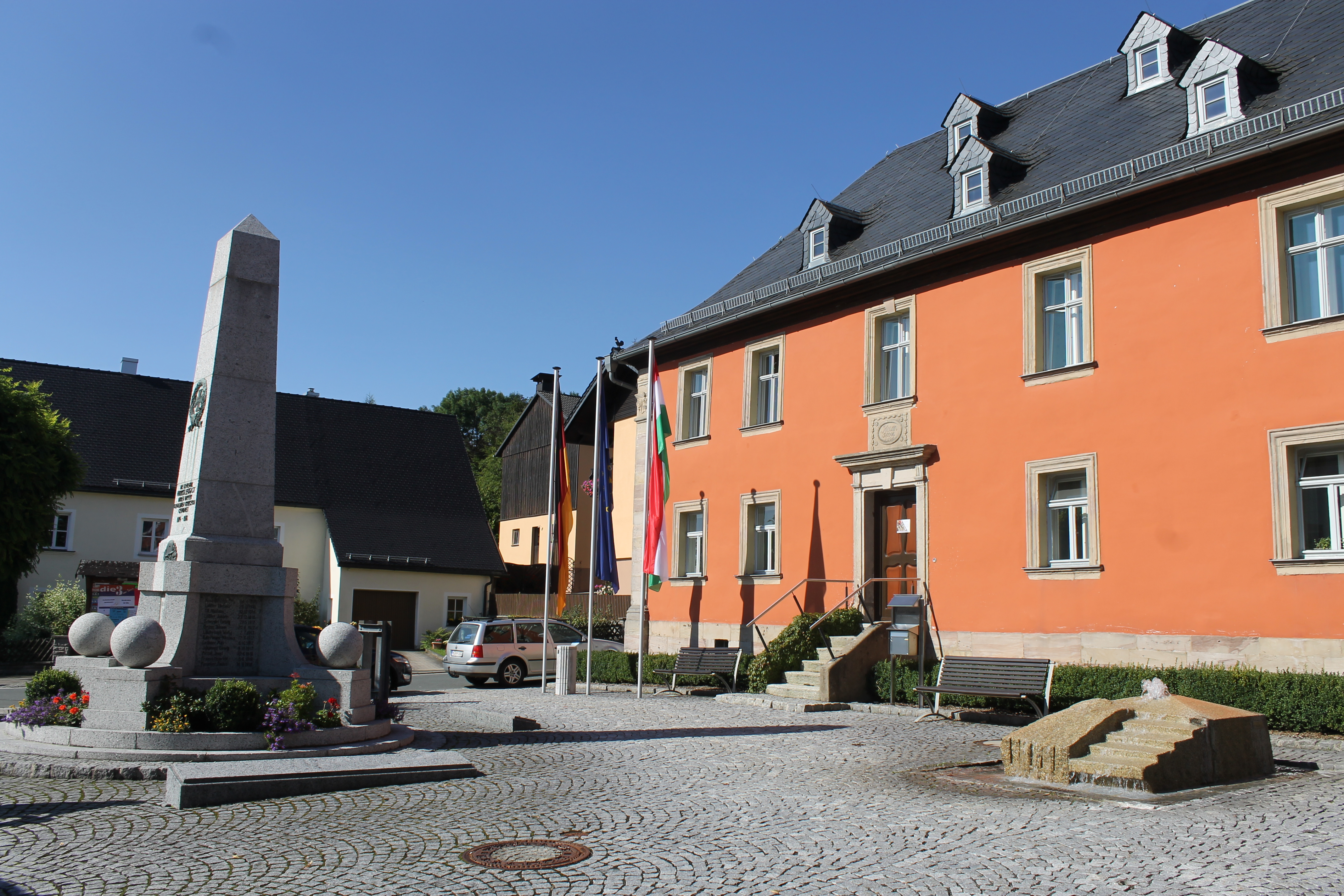
Marktleugast főtere

Marktleugast községet az alábbi településrészek alkotják:
| - Baiersbach - Filshof - Großrehmühle - Hanauerhof - Hermes - Hinterrehberg | - Hohenberg - Hohenreuth - Kleinrehmühle - Kosermühle - Mannsflur - Marienweiher | - Marktleugast - Mittelrehberg - Neuensorg - Ösel - Roth - Steinbach | - Tannenwirtshaus - Traindorf - Vorderrehberg - Weihermühle - Zegastmühle |

## Története
Marktleugast (korábban Lubigast) első említése 1329-ből ismert. A település abban az időben a langheimi kolostor birtokrésze volt, IV. Lajos német-római császár akkori rendeleteinek tanúsága szerint. 1384-ben a langheimi Frigyes apáttól Lombert bambergi hercegérsek vásárolta meg. Később a Rabensteinek birtokába került, akik azon a területen, ahol most a templom található, a középkorban várat is emeltek; váruk a család kihalásáig állt, valószínűleg a svéd reformáció idején semmisült meg teljesen, a romokból pedig kis templom - a mai templom elődje - épült. A község ma látható temploma 1762-1782 között épült, és a hagyomány szerint Nitschke püspök szentelte fel. [Ennek ellentmondani látszik, hogy Heinrich Joseph Nitschke(de) bambergi püspök 1778-ban elhunyt, és nincs nyoma másik hasonló nevű német püspöknek ebből az időszakból.]
1800 előtt a Bayreuth-i Fejedelemséghez (a Hohenzollern családhoz) tartozott, 1810 óta Bajorország része.
A XIX. században több súlyos tűzvész is pusztított a faluban.
1899-ben létesült Marktleugastban először utcai közvilágítás, és 1901-ben kezdték meg a vízvezetékrendszer kiépítését. Az első világháborút alaposan megszenvedte a község, a mezőgazdasági munkák ebben az időszakban szinte kivétel nélkül a nőkre maradtak. Sok nehézséget hoztak a második világháborús viszontagságok is, amik miatt a lakosság egy része elmenekült a környékről, ők Mannsflur kerületben alapítottak új települést.

## Kultúra és látnivalók

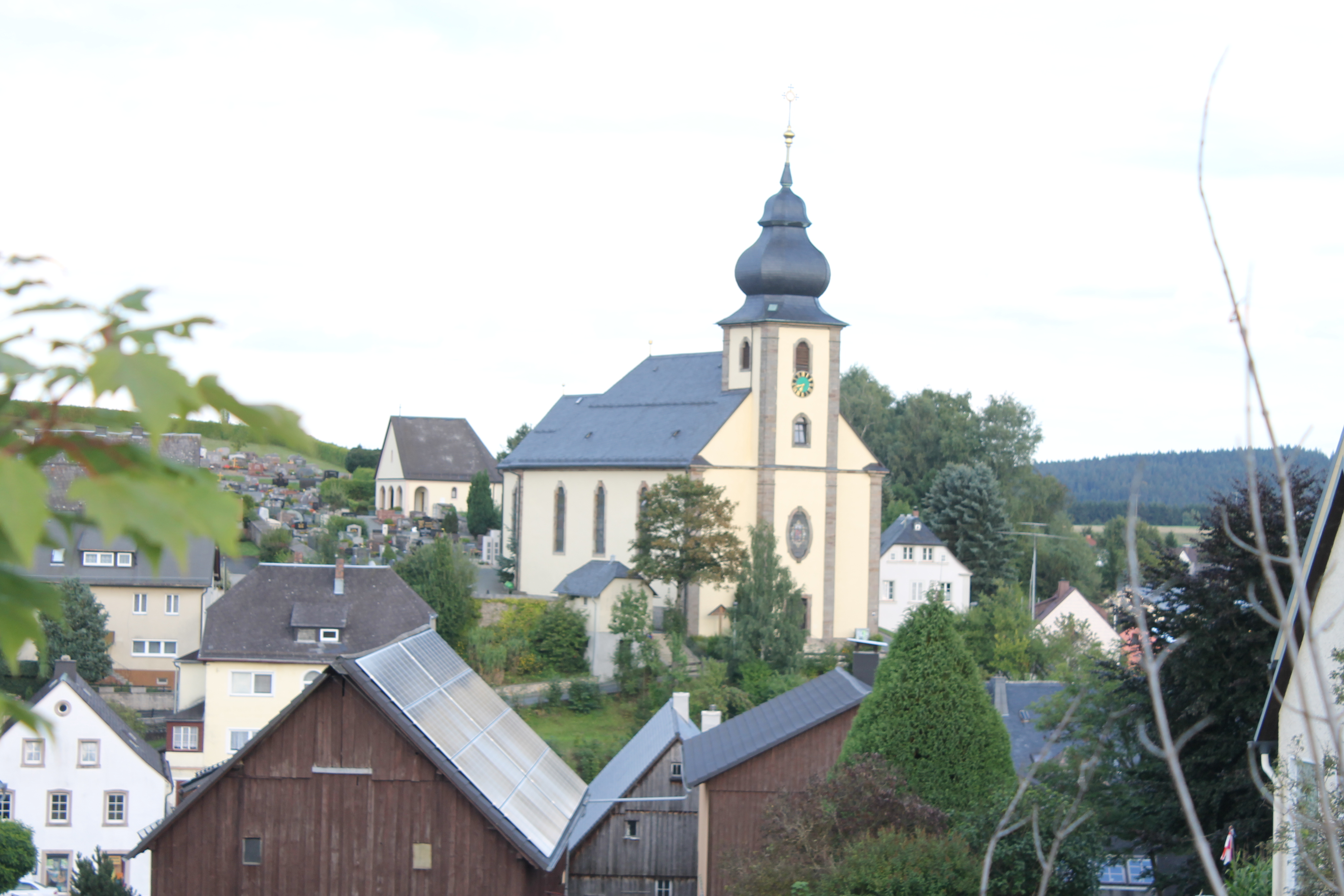
A marktleugasti Szent Bertalan-templom

Főbb látnivalói a római katolikus plébánia és a búcsújáró templom, illetve a marienweiheri kolostor. Marienweiher Németország egyik legrégibb zarándokhelye, amelyet évről évre számos hívő keres fel. A településen található építészeti emlékek között régi, az 1700-as évek végén vagy az 1800-as évek elején épült lakóházak, iskolaépület, 1768 óta álló Nepomuki Szent János-szobor, keresztút, XIX. századi kőhíd és egy 1849-ben épült, műemléki jellegű malomépület is szerepel.
Újabban - a szép és változatos vidékét behálózó túraútvonalai révén - jelentős a település idegenforgalma is. A szabadidős időtöltési lehetőségek közül különösen a sífutás szerelmesei találnak itt telente ideális körülményekre, amikhez a helyi klubok gazdag edzésprogram kínálatával csatlakoznak. Az egyéb sportolási lehetőségek palettája a labdarúgástól és a kézilabdától a tornán és a birkózáson át a lövészetig és a horgászatig terjed, népszerű továbbá a településen a modellrepülőgépek versenyeztetése is.
A településen szálloda nem üzemel, de néhány kisebb-nagyobb szálláshely várja a környék iránt érdeklődőket. A legjelentősebb, legnagyobb befogadóképességű szálláshely a Hermes településrészen (a B289-es út mannsfluri elágazásától mintegy 1 kilométerre, Marktleugast központjától hozzávetőleg 4 kilométerre) található Landgasthof Haueis nevű vendégfogadó.

## Gazdaság

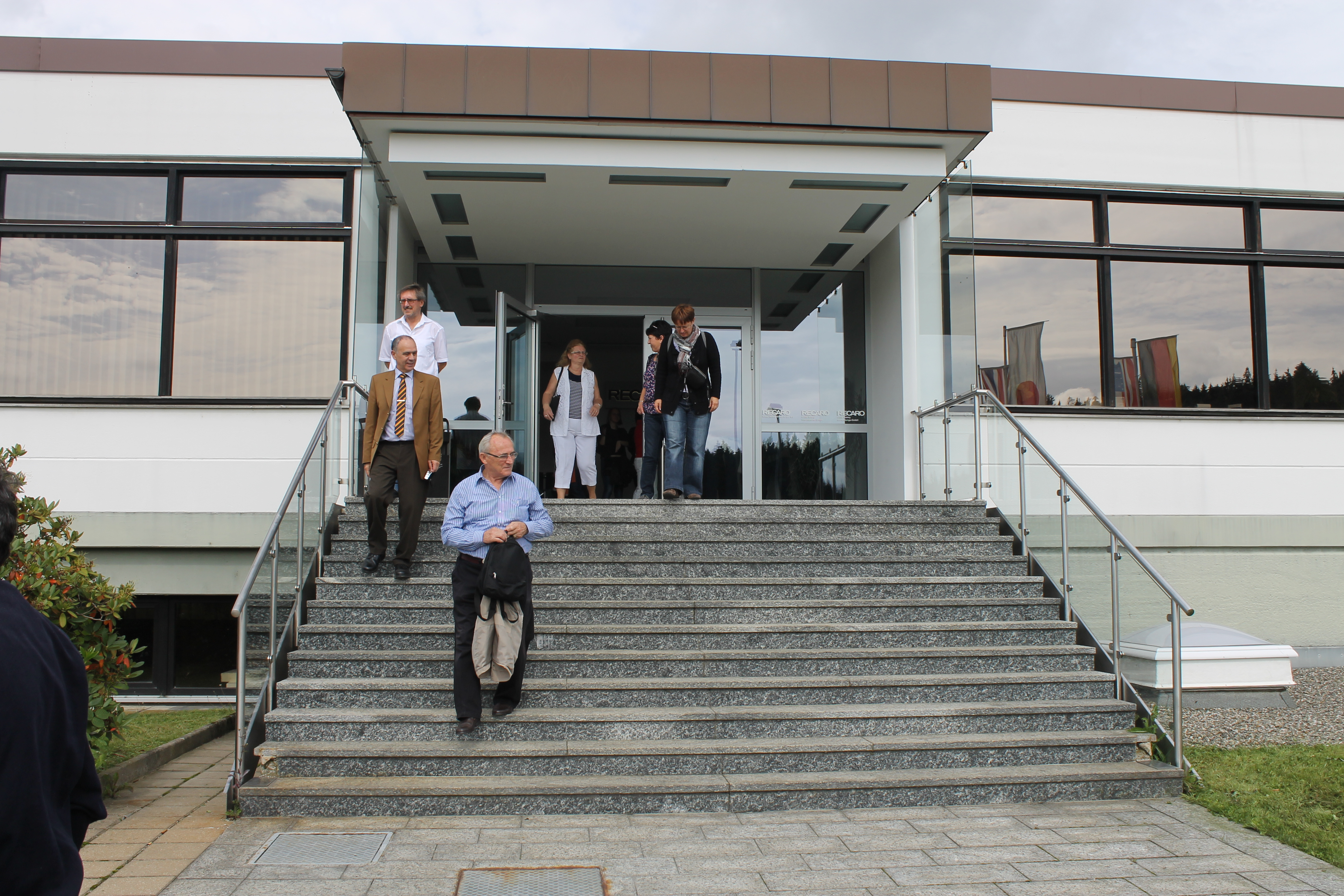
A Recaro cég központi épülete Mannsflurban

A településen több ipari - főként textilipari -, illetve kereskedelmi létesítmény talált helyet. Legnagyobb ipari üzeme a stuttgarti központú Recaro cégcsoport biztonsági gyermeküléseket gyártó üzemegysége, amely a B289-es jelzéső országút mellett található, Mannsflur településrészben. Ugyancsak Mannsflur faluban található az AFW Stickerei nevű hímzőüzem, amely a korábban ugyanitt működött Meinel zászlógyártó üzem megszűnését követően jött létre, a munkahely nélkül maradt dolgozók saját kezdeményezéséből.

## Testvértelepülések
- Pilisszentiván, Magyarország (1988)

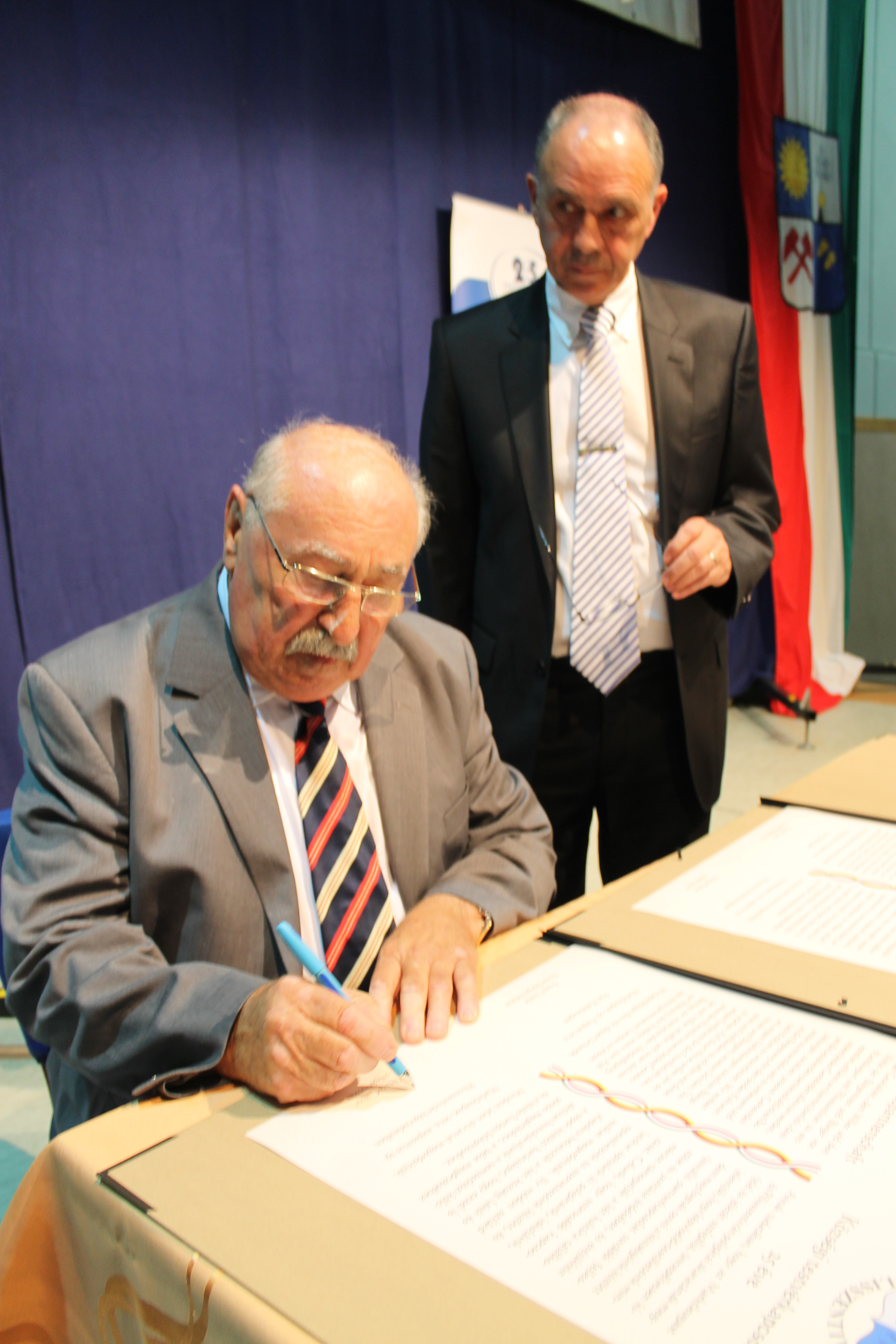
Pénzes Gábor és Franz Uome polgármesterek a Marktleugast és Pilisszentiván közti partnerkapcsolat 25 éves jubileumi aláírásán

A településen a második világháború óta élnek Pilisszentivánról kitelepült német nemzetiségű emberek; mintegy 50 család menekült 1944 decemberében erre a vidékre (túlnyomórészt Kupferbergbe, Ludwigschorgastba és Marktleugastba) a front közeledése elől. A tényleges partnerkapcsolat az ugyancsak pilisszentiváni születésű, s onnan a háború végén Bajorországba menekült Bauer György (Georg Bauer) kezdeményezésére jött létre 1988-ban, a partnerségi megállapodás megkötését pedig a Pilisszentiváni Vegyeskórus egy németországi látogatása alapozta meg, melynek során a kórus Marktleugastban is eltöltött egy kis időt. A kétnyelvű okiratot 1988. október 21-én írták alá Pilisszentivánon, majd 1989. június 16-án egy marktleugasti aláírással is megerősítették azt. Ez volt a legelső olyan települési szintű partnerkapcsolat, amely az akkor még a szovjet blokkhoz tartozó Magyarország egy városi ranggal nem rendelkező települése, és egy nyugat-európai település között jött létre, még a magyarországi rendszerváltást megelőzően. A partnerkapcsolat létrejöttében jelentős része volt a kulmbachi járás akkori vezetésének, Franz Josef Strauss bajor miniszterelnöknek és Grósz Károly, a magyarországi Minisztertanács akkori elnöke személyes közbenjárásának is. A partnerkapcsolat 25 éves évfordulóját 2013 júniusában Pilisszentivánon, 2014. augusztus végén pedig Marktleugastban is nagyszabású rendezvénysorozattal ünnepelték meg.